# Myrceugenia
Myrceugenia is een geslacht van groenblijvende bomen en struiken uit de mirtefamilie (Myrtaceae). De soorten komen voor in Zuid-Amerika, van Centraal-Brazilië tot in het zuiden van Chili. Twee soorten zijn endemisch op de Juan Fernández-archipel, gelegen in de Grote Oceaan ten westen van Chili.

## Soorten
- Myrceugenia acutiflora
- Myrceugenia alpigena
- Myrceugenia bocaiuvensis
- Myrceugenia bracteosa
- Myrceugenia brevipedicellata
- Myrceugenia camargoana
- Myrceugenia campestris
- Myrceugenia chrysocarpa
- Myrceugenia colchaguensis
- Myrceugenia correifolia
- Myrceugenia cucullata
- Myrceugenia decussata
- Myrceugenia euosma
- Myrceugenia exsucca
- Myrceugenia fernandeziana
- Myrceugenia foveolata
- Myrceugenia franciscensis
- Myrceugenia gertii
- Myrceugenia glaucescens
- Myrceugenia hamoniana
- Myrceugenia hatschbachii
- Myrceugenia hoehnei
- Myrceugenia kleinii
- Myrceugenia lanceolata
- Myrceugenia leptospermoides
- Myrceugenia mesomischa
- Myrceugenia miersiana
- Myrceugenia myrcioides
- Myrceugenia myrtoides
- Myrceugenia obtusa
- Myrceugenia ovalifolia
- Myrceugenia ovata
- Myrceugenia oxysepala
- Myrceugenia parvifolia
- Myrceugenia pilotantha
- Myrceugenia pinifolia
- Myrceugenia planipes
- Myrceugenia reitzii
- Myrceugenia rufa
- Myrceugenia rufescens
- Myrceugenia schulzei
- Myrceugenia scutellata
- Myrceugenia seriatoramosa
- Myrceugenia venosa

## Hybriden
- Myrceugenia × bridgesii
- Myrceugenia × diemii

... · 
Acmena · 
Actinodium · 
Agonis · 
Allosyncarpia · 
Aluta · 
Angophora · 
Astartea · 
Astus · 
Babingtonia · 
Baeckea · 
Callistemom · 
Calytrix · 
Chamelaucium · 
Corymbia · 
Corynanthera · 
Cyathostemon · 
Darwinia · 
Enekbatus · 
Ericomyrtus · 
Eucalyptus (Eucalyptus) · 
Eugenia · 
Euryomyrtus · 
Feijoa · 
Homalocalyx · 
Homoranthus · 
Hypocalymma · 
Lamarchea · 
Leptospermum · 
Lophomyrtus · 
Malleostemon · 
Metrosideros · 
Micromyrtus · 
Myrceugenia · 
Myrciaria · 
Myrtus (Mirte) · 
Ochrosperma · 
Osbornia · 
Pileanthus · 
Pimenta · 
Psidium · 
Rinzia · 
Sannantha · 
Scholtzia · 
Syzygium · 
Thryptomene · 
Triplarina · 
Tristaniopsis · 
Verticordia · 
Waterhousea · 
Xanthostemon · 
...